# Ctimène
Dans la mythologie grecque, Ctimène (en grec ancien : Κτιμένη / Ktiménē), fille de Laërte et Anticlée, est une princesse d'Ithaque et la sœur d'Ulysse. Elle fut élevée en même temps que le prince Eumée, réfugié à Ithaque et porcher d'Ulysse. Elle épouse Euryloque, un compagnon de son frère Ulysse. Cela étant, Ctimène perdit son mari. En effet, ce dernier périt foudroyé pour avoir mangé les génisses sacrées d'Hélios.

## Source
- Homère, Odyssée [détail des éditions] [lire en ligne], X, 400-440 ; XV, 363-367.